# Mun Kun-jong
Mun Kun-jong (* 6. května 1987 Kwangdžu, Jižní Korea) je jihokorejská filmová herečka.

## Vybraná filmografie
- 1999 길 위에서 (On the Way)
- 2002 연애소설 (Lovers' Concerto) (jako Ji-hwanova sestra)
- 2003 장화·홍련 (A Tale of Two Sisters) (jako Bae Su-yeon)
- 2004 어린 신부 (My Little Bride) (jako Suh Boeun)
- 2005 댄서의 순정 (Innocent Steps) (jako Jang Chae-ryn)
- 2006 사랑따윈 필요 없어 (Love Me Not) (jako Ryu Min)